# 布拉日基夫卡
49°2′36″N 37°12′48″E / 49.04333°N 37.21333°E
布拉日基夫卡（烏克蘭語：Бражківка）是位於烏克蘭東部的村莊，由哈爾科夫州伊久姆區的奧斯基爾市鎮負責管轄。該村始建於十九世紀，面積0.71平方公里，海拔高度139米，2001年人口330，人口密度每平方公里238.1人。